# Andrew Jack
Andrew Keith Jack (Melbourne, 9 settembre 1885 – 26 settembre 1966) è stato un fisico ed esploratore australiano che nel 1915 partecipò alla spedizione Endurance in Antartide come membro del gruppo del Ross Sea Party (mare di Ross) nell'ambito della spedizione imperiale trans-antartica di Ernest Shackleton.
Durante la spedizione Endurance una tempesta ruppe gli ormeggi dell'Aurora lasciando Jack con altri nove compagni isolati  per due anni sul continente Antartico. 

## Biografia
Keith Jack studiò all'Università di Melbourne, laureandosi in fisica nel 1914. Un anno dopo si unì alla spedizione di Shackleton, dove insieme ad altri membri dell'equipaggio rimase bloccato per 2 anni in Antartide dopo la perdita della nave Aurora. Durante questo periodo tenne regolarmente un diario in cinque volumi. Keith fu salvato insieme ad altri sei sopravvissuti nel 1917. Keith scattò anche molte fotografie durante la spedizione, alcune delle quali furono successivamente colorate a mano come diapositive di lanterne. I diari di Keith, così come una serie di manufatti della spedizione, tra cui il suo barometro aneroide del 1829 e una serie di due termometri, furono lasciati in eredità al Museum Victoria. 
Dopo la spedizione, Keith lavorò durante la guerra in una fabbrica di esplosivi (conosciuta come Cordite Factory), utilizzando la sua esperienza in fisica, fino a diventare Senior Assistant Manager. Dopo la guerra assunse vari ruoli nella gestione degli esplosivi e della sicurezza per il governo australiano.